# Plomatge
El plomatge és el conjunt de plomes que cobreixen el cos d'un ocell. Cada espècie d'ocell presenta un plomatge diferent doncs varien el model de les plomes, el seu color i la seva disposició damunt el cos. El plomatge dels ocells, per tant, es fa servir per a identificar els ocells però també per a estudiar-los doncs en cada espècie sol variar segons les edats, les estacions de l'any i, fins i tot, pot donar-nos informació sobre determinades malalties.

## Muda del plomatge
Quasi tots els ocells adults muden el seu plomatge almenys una vegada l'any, és a dir, perden i reemplacen totes les seves plomes. Generalment ho fan després de la temporada de cria però hi ha alguns ocells que també ho fan abans d'aquesta època. En aquest cas, els mascles solen adquirir un plomatge més brillant i molt acolorit amb la finalitat d'atraure les femelles cosa que dona lloc a un dimorfisme sexual. Aquest plomatge sol desaparèixer després d'haver-se produït l'aparellament donant pas al denominat plomatge d'eclipsi.
Altres espècies, generalment de grans dimensions, com ara les àguiles i les grulles, poden allargar el període de muda de les plomes de vol (és a dir, les de les ales i les de la cua) fins a dos anys.
Les espècies d'ocells migratoris solen mudar el seu plomatge abans de l'emigració de la tardor per tal d'adquirir un plomatge nou amb el qual afrontar el llarg viatge.

## Plomatge d'eclipsi
És el plomatge que presenten moltes espècies d'ocells amb dimorfisme sexual fora de l'època d'aparellament. És un plomatge molt més discret i mimètic que l'exhuberant i cridaner plomatge prenupcial. En la majoria de casos el plomatge d'eclipsi dels mascles és molt similar al de les respectives femelles.

## Ornamentació i exhibició

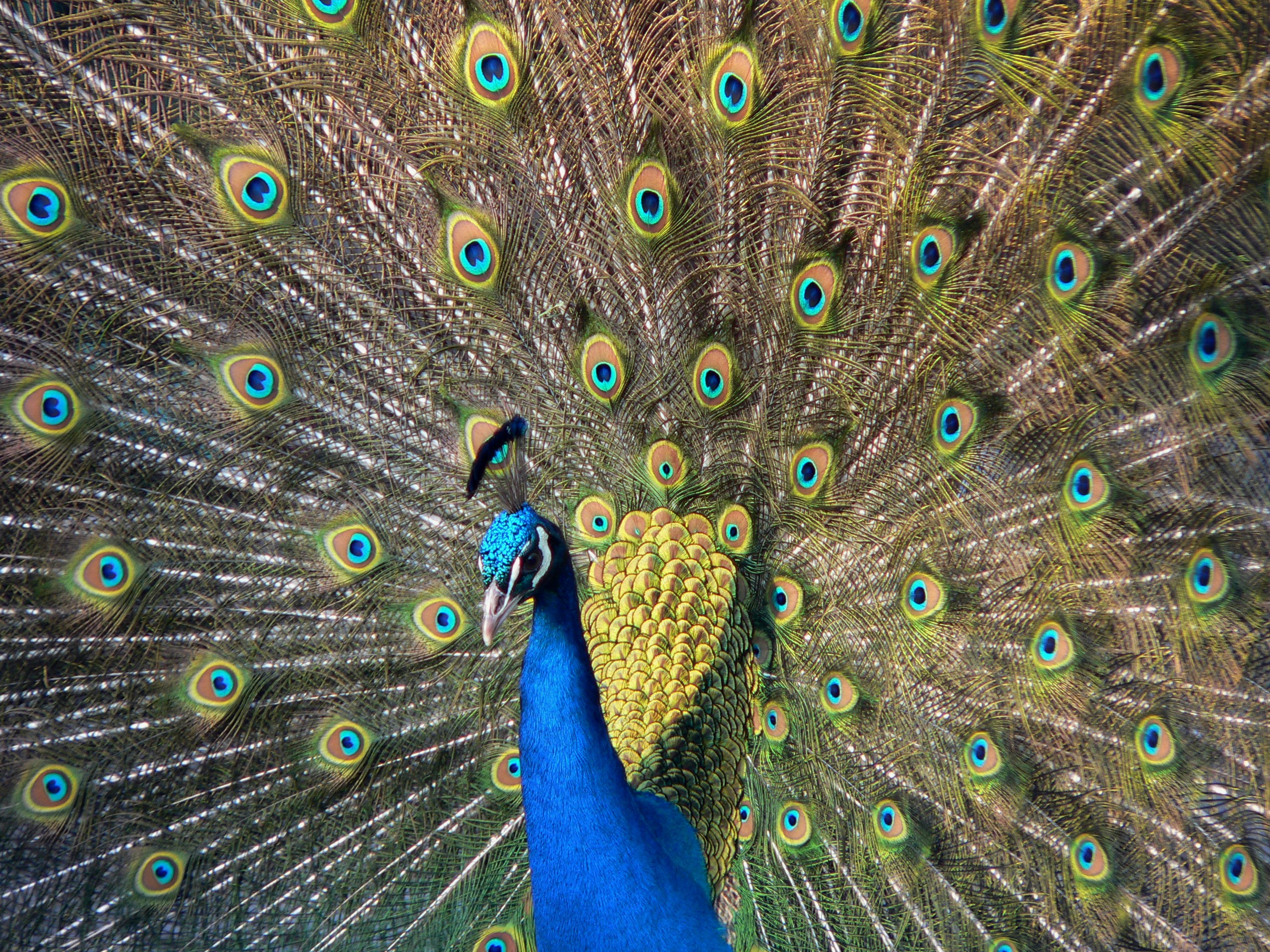
Paó exhibint la seva cua

El color i la forma del plomatge comporta atractiu sexual. Per tant, és el mascle qui sol adquirir un plomatge més bell i diferenciat, ja que és ell qui haurà de conquerir la femella. Però no és tan sols el color l'element determinant en la parada nupcial; també hi intervenen altres components com les plomes d'ornament a la cresta o a la cua, com seria el cas del paó.
D'altra banda, l'exhibició del plomatge no tan sols és exclusiu de la parada nupcial sinó que també pot tenir la funció de competir amb altres mascles, bé per a una mateixa femella, bé per a defensar el territori en el cas de les espècies territorials.

## Camuflatge
Molt ocells tenen un plomatge mimètic que els permet passar desapercebuts front els seus predadors. Això a vegades es veu reforçat per les postures que solen adoptar i que els ajuden a confondre's amb l'entorn.
El camuflatge, però, no tan sols serveix per amagar-se dels predadors sinó que alguns ocells el fan servir també per caçar sense ser vistos per les seves preses